# Djerba
Djerba este o insulă ce aparține teritorial de Tunisia.

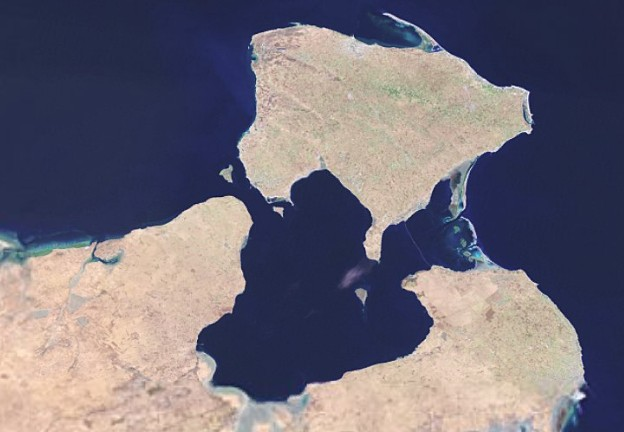
Insula Djerba
(imagine din satelit)

Djerba ([dʒ-], arabă ‏جربة‎ Dshirba, DMG Ǧirba) este amplasată în apropiere de coasta africană în golful Gabès, fiind cea mai mare insulă de lângă Africa de Nord.
Localitatea cea mai mare de pe insulă este Houmt-Souk. Insula se întinde pe suprafața de 514 km², are o populație de 120.000 loc. din care cei mai mulți sunt berberi, aici trăiește de câteva secole o comunitate de evrei. Localitatea Zarzis (respectiv Oaza Zarzis) aparține de Djerba, cu toate că Zarzis se află pe continentul african fiind legat de insulă prin digul roman.

## Obiective turistice
- Orașul Houmt Souk, capitala insulei Djerba
- Orașul Guellala (ceramică artizanală)
- Sinagoga "La Ghriba" din Hara Seguira

## Galerie de imagini

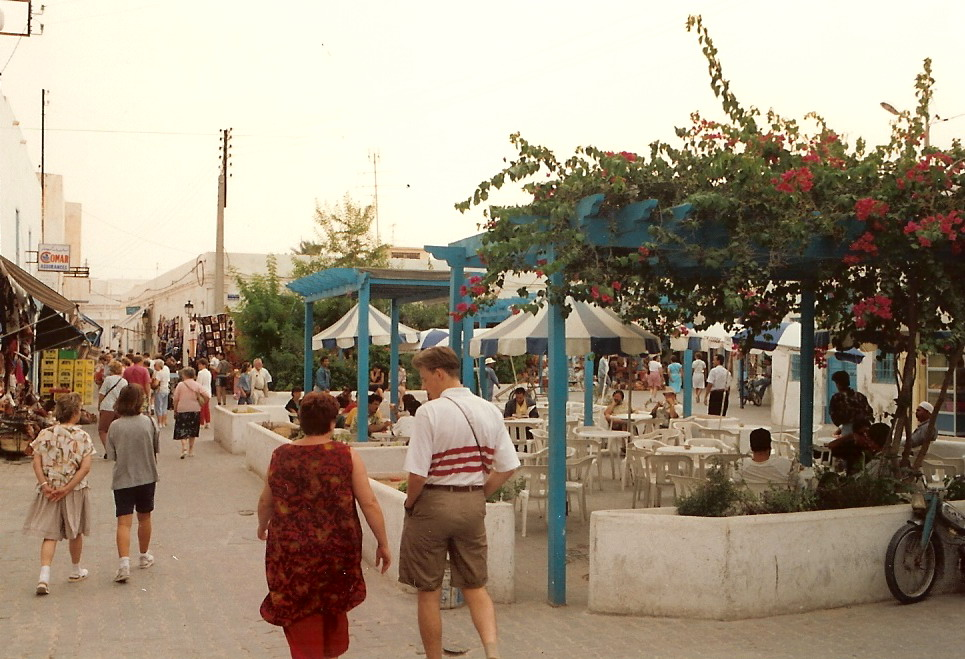
Insula Djerba (capitala Houmt Souk)
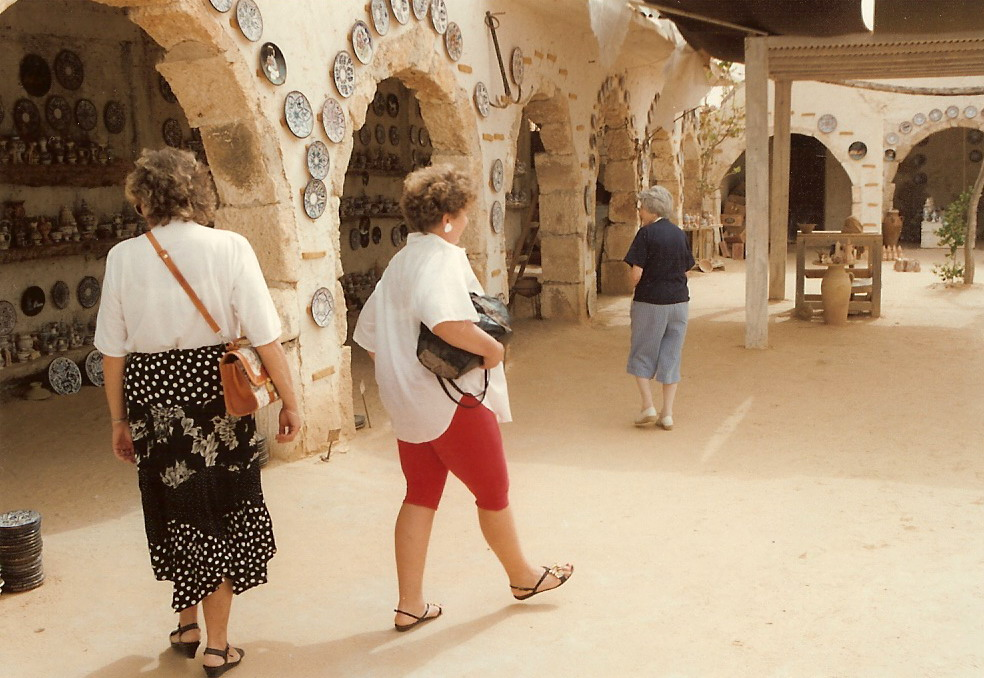
Insula Djerba (oraşul Guellala)
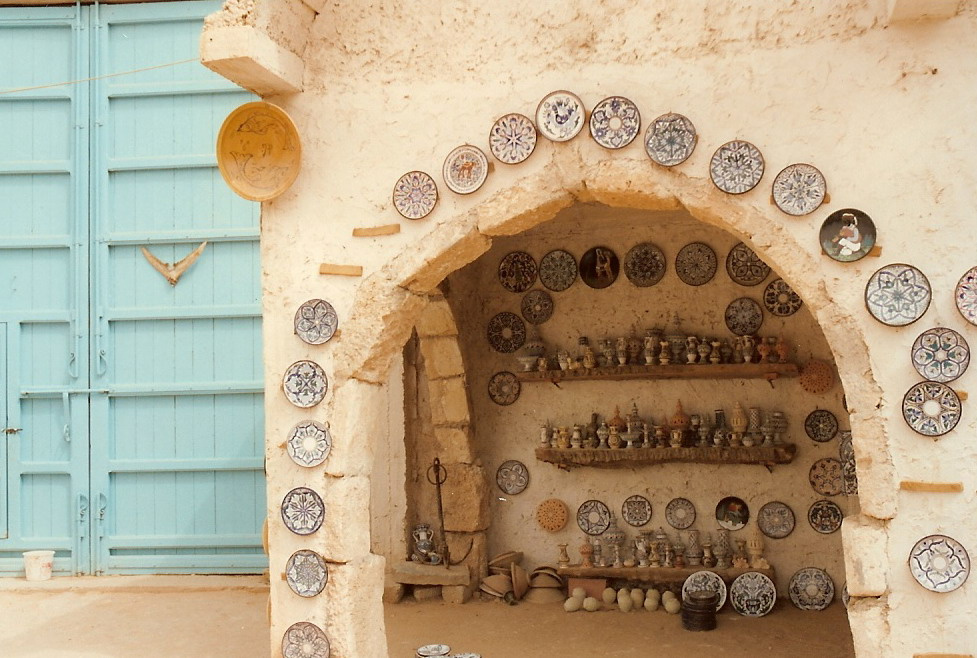
Insula Djerba (oraşul Guellala, ceramică artizanală)
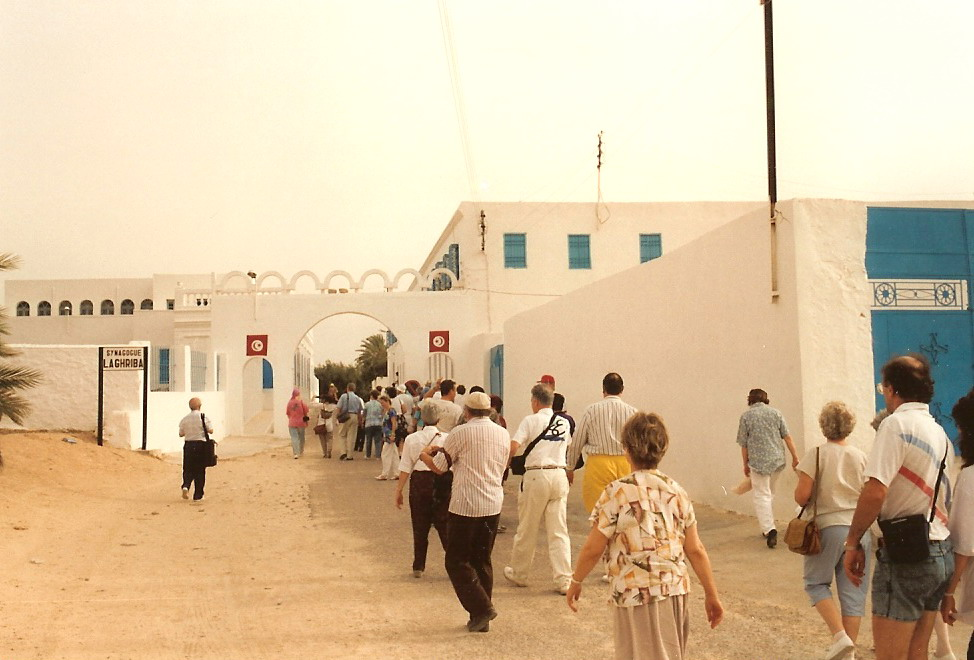
Insula Djerba (Hara Seguira, Sinagoga “La Ghriba”)